# 原史奈
原史奈（日語：原 史奈，1981年5月22日—），日本演員和模特兒，東京都出身。身高165公分。在1998年集英社舉辦的《YOUNG JUMP週刊》第九屆全国女子高中生制服收藏中脫穎而出。在日本其寫真作品擁有不錯的銷售成績。

## 戲劇
- 《求婚大作戰》（プロポーズ大作戦，2007年4月～6月、富士電視台）飾 松本優子
- 《抹布女孩》（Mop Girl），2007年10月～12月、朝日電視台 飾 第8話 柚子原陽子(早乙女愛次郎的女友)
- 《求婚大作戰sp》（プロポーズ大作戦sp，2008年3月、富士電視台）飾 松本優子
- 《4姊妹偵探團》（赤川次郎ミステリー4姉妹探偵団，2008年1月18日、朝日電視台）飾 田島明日香（女警）
- 《33分鐘偵探》（33分探偵，2008年8月2日～9月27日，富士電視台）飾
- 《RESET》（RESET～リセット～，2009年1月15日～4月16日，讀賣電視台）飾
- 《勇者義彥和魔王之城》（勇者ヨシヒコと魔王の城，2011年7月8日～9月23日，東京電視台）飾
- 《初森BEMARS》（初森ベマーズ，2015年9月5日～9月19日，第9集 - 第11集，東京電視台）飾
- 《不知道也無妨》（知らなくていいコト，2020年1月8日～3月11日，日本電視台）飾
- 《警視廳強行犯係 樋口顯2》（ Season2，2022年8月26日，第7集，東京電視台）飾
- 《為什麼是我來神說教》（なんで私が神説教，2025年5月17日，第6集，日本電視台）飾

## 書籍

### 写真集
- days(WANI COMING UP COLLECTIONS)（1999年9月、ワニブックス、撮影：西田幸樹）ISBN 978-4847025488
- CIEL（2000年4月、ぶんか社、撮影：木村晴）ISBN 978-4821123292
- PURE SWEET（2000年8月、近代映画社、撮影：北村崇）ISBN 978-4764819214
- f.h(Bomb perfect visual scene)（2002年7月、学研、撮影：真継敏明）ISBN 978-4054016590
- 月刊原史奈(SHINCHO MOOK)（2003年2月13日、新潮社、撮影：藤代冥砂）ISBN 978-4107901118
- BODY(GUN CRAZY写真集)（2003年3月、パイオニアLDC、撮影：野上哲夫）ISBN 978-4894527003
- 恋愛時代（2003年10月25日、ぶんか社、撮影：松田忠雄）ISBN 978-4821125777
- choukran（2004年5月26日、ワニブックス、撮影：根本好伸）ISBN 978-4847028090
- 原史奈 a rendez-vous(TJ MOOK PHOTO NOVEL刹写 #1)（2004年10月29日、宝島社、撮影：山田崇博）ISBN 978-4796642828
- F.Spot（2005年6月、彩文館出版、撮影：西条彰仁）ISBN 978-4775600825
- love story（2005年10月8日、講談社、撮影：宮澤正明）ISBN 978-4063078633
- ファインダーラブ(ガイドアルバム)（2006年6月29日、カプコン、撮影：松田忠雄）ISBN 978-4862330505

## 遊戲
- 《洛克人 鋼鐵之心2》（ロックマンDASH2 エピソード2 大いなる遺産），為悠娜配音

## 單曲作品
- 《洛克人 鋼鐵之心2》(ロックマンDASH2 エピソード2 大いなる遺産）

## 舞台劇
- 在《美少女戰士》的音樂劇中擔任女主角。

## 外部連結
- 原史奈、事務所内Profile （页面存档备份，存于）
- 原史奈Official Blog - fumina's living
- Fumina Hara在互联网电影资料库（IMDb）上的資料（英文）
- 原史奈的X（前Twitter）
- 原史奈的Instagram帳戶